# Edward Fiennes-Clinton, 18. Earl of Lincoln

Wappen des Earl of Lincoln

Edward Horace Fiennes-Clinton, 18. Earl of Lincoln (* 23. Februar 1913 in Melbourne; † 7. Juli 2001) war ein australischer Arbeiter und seit 1988 englischer Peer.
Er war der ältere Sohn von Edward Henry Fiennes-Clinton (1886–1916) und Edith Annie Guest. Sein Vater war Matrose in der britischen Handelsmarine, 1912 nach Australien ausgewandert, kehrte im Ersten Weltkrieg als Infanteriesoldat der Australian Imperial Force nach Europa zurück und fiel dort am 17. August 1916.
Er wurde an der Hale School, einem unabhängigen anglikanischen Internat in Perth, erzogen. Er machte eine Lehre in einer Bahnbetriebswerkstatt und arbeitete in verschiedenen Jobs als Kesselschmied, Schweißergehilfe, Metzger und Maschinenwärtergehilfe in der Super-Pit-Goldmine in Kalgoorlie.
Als am 25. Dezember 1988 sein Cousin 11. Grades Edward Pelham-Clinton, 10. Duke of Newcastle ohne Nachkommen starb, erbte er dessen Titel Earl of Lincoln, auf den er als Nachkomme des Henry Clinton, 2. Earl of Lincoln Anspruch hatte. Der Titel Duke of Newcastle erlosch. Der unverhoffte Erbfall erweckte große Medienaufmerksamkeit. Die Erbschaft umfasste kein bewegliches Vermögen, sondern lediglich den Adelstitel und das damit verbundene Recht auf einen Sitz im House of Lords.
Er reiste daraufhin nach England. In London besuchte er dort das College of Arms und ließ sich von Lord Deedes in seine Aufgaben im House of Lords einweisen. Er äußerte dabei die Absicht, seinen Sitz auf Seiten der Tories einzunehmen. Obwohl er die formalen rechtlichen Verfahren begann, seinen Titel anerkennen zu lassen und seinen Sitz im House of Lords einzunehmen, wurden diese Prozesse nie abgeschlossen. Mit dem House of Lords Act 1999 wurde der erbliche Anspruch auf einen Parlamentssitz abgeschafft.
1992 veröffentlichte er seine Autobiographie Memoirs of an Embryo Earl.

## Ehen und Nachkommen
1940 heiratete er in erster Ehe Leila Ruth Millen († 1947); mit ihr hat er zwei Kinder:
- Patricia Ruth Fiennes-Clinton (* 1941)
- Edward Gordon Fiennes-Clinton (1943–1999)

Nach dem Tod seiner ersten Gattin heiratete er 1953 in zweiter Ehe die ebenfalls verwitwete Linda Alice O’Brien, geborene Creed. Mit ihr hat er keine Kinder.
Da bei seinem Tod im Jahr 2001 sein Sohn Edward bereits gestorben war, erbte dessen Sohn Robert den Earlstitel.